# Ahmesz-Nofertari
Ahmesz-Nofertari (vagy Jahmesz-Nofertari „A Hold gyermeke, a gyönyörű társ”) hercegnő, királyné, anyakirályné az ókori egyiptomi XVIII. dinasztia idején, Ámon papnője. Régensként kormányozott fia, I. Amenhotep helyett, amíg az gyermek volt. Halála után kultusza még évszázadokon át tartott.
Ahmesz-Nofertari a XVII. dinasztiabeli Szekenenré Ta-aa és Ahhotep leánya volt, dajkája egy bizonyos Rai. Férje és egyben testvére I. Jahmesz, a XVIII. dinasztia első fáraója, akinek uralma alatt sikerült véget vetni a hükszósz uralomnak és újraegyesíteni Egyiptomot.
Legkorábbi ábrázolása Tetiki thébai polgármester sírjában található (TT15), de itt még nem főfeleségként említik, és nem ureuszkígyós, csak gazellás fejdíszt visel. Úgy tűnik, Jahmesz első nagy királyi hitvese nem ő volt, hanem valaki más, talán Szitkamosze.
Férje uralkodása alatt Ahmesz-Nofertari először Ámon második prófétája volt – az első királyi személy, aki főpapi címet viselt. A címet férje vásárolta meg számára, nagy adományt juttatva a templomnak, így szorosabbra fűzte a kapcsolatot a királyi család és az Ámon-papság között. Ez az adományozási sztélé (melyet a karnaki templom 3. pülónjánál találtak meg az ún. Vihar-sztélével együtt) az első, melyen Ahmesz-Nofertari szerepel; a sztélé felirata szerint a fáraó egy letétet is létrehozott, melynek a kedvezményezettje Ámon isteni felesége. Maga a királyné sokkal több helyen említi papnői rangját, mint királyi címeit, gyakran férjétől és fiától függetlenül tevékenykedett.
Ahmesz-Nofertari a 18. évtől az „Ámon isten felesége” címet viselte, ami gyakorlatilag Ámon főpapjával tette egyenrangúvá; ezt a címet lehetséges, hogy anyjától, Ahhoteptől örökölte és csak annak halála után vette fel, de valószínűbb, hogy Ahhotep csak halála után kapta ezt a címet, mert csak a koporsóján tűnik fel, így, amennyire tudjuk, Ahmesz-Nofertari volt a cím első birtokosa. A címet két leánya is örökölte, Meritamon és Szitamon.
Első fiuk, Jahmesz-ankh volt a trónörökös, az ő halála után jelölte ki a fáraó egy másik fiukat, Amenhotep herceget trónörökössé. Amenhotep feltehetőleg társuralkodó is volt apjával, mivel Ahmesz-Nofertari már három évvel férje halála előtt, a 22. évben is viselte „a király anyja” címet. Lányuk, Meritamon I. Amenhotep felesége volt. Jahmesz-ankhon, Amenhotepen, Meritamonon és Szitamonon kívül még valószínűleg legalább két gyermekük volt, Sziamon és Ramosze hercegek.
Ahmesz-Nofertari túlélte fiát, mert annak utódja, I. Thotmesz uralkodásának első évében még említik. Halála után Ahmesz-Nofertari és I. Amenhotep a thébai nekropolisz védőisteneivé váltak. A királynét a feltámadást jelképező fekete bőrszínnel ábrázolták (a fekete bőrszín a termőtalaj színe volt, így a termékenységé és az újjászületésé is). Amenhotep idejében alapíthatták a Dejr el-Medina-i kézművestelepülést, mert mind a fáraót, mind Ahmesz-Nofertarit nagy tiszteletben tartották a településen. Dirá Abu’l-Nagánál temették el, valószínűleg az AN B sírba, melyből előkerült egy talán őt ábrázoló, bazaltból faragott női mellszobor (ma a New York-i Metropolitan Művészeti Múzeumban található, M.M.A. 21.7.9); később újratemették a DB320-as sírba, melyet 1881-ben találtak meg; múmiája ma a kairói Egyiptomi Múzeumban található. Koporsója a kora újbirodalmi risi-koporsók szép példája.
Ahmesz-Nofertari címei: Örökös hercegnő (ỉrỉỉ.t-pˁt), Nagy kegyelmű (wr.t-ỉm3.t), Nagy tiszteletben álló (wr.t-ḥzwt), A király anyja (mwt-nỉswt), Nagy királyi hitves (ḥmt-nỉswt wr.t), A király lánya (z3.t-nỉswt), A király nővére (zn.t-nỉswt), Egy a fehér koronával (ẖnm.t-nfr-ḥḏ.t), Az isten felesége (ḥm.t-nṯr), Alsó- és Felső-Egyiptom úrnője; Ámon második prófétája (ḥm nṯr sn-nw n ỉmn), Ámon isteni felesége” (ḥm.t nṯr n.t ỉmn).